# Estación de Loriguilla-Reva
Loriguilla-Reva, también llamada «Loriguilla-Llano» o históricamente «Llano», es una estación ferroviaria situada en el término municipal de Loriguilla, en la provincia de Valencia. Antes de la segregación de este municipio pertenecía a Ribarroja del Turia. Forma parte de la línea C-3 de Cercanías Valencia.

## Situación ferroviaria
Las instalaciones ferroviarias se encuentran situadas en el punto kilométrico 70,5 de la línea férrea de ancho ibérico que une Aranjuez con Valencia. Más concretamente, este kilometraje toma a Utiel como el punto kilométrico de inicio. El tramo es de vía única y está sin electrificar. 

## Historia
La estación fue abierta al tráfico el 31 de julio de 1883 con la finalización del tramo Valencia-Buñol de la línea que pretendía unir inicialmente Valencia con Cuenca aunque finalmente se detuvo en Utiel. Las obras corrieron a cargo de la Sociedad de los Ferrocarriles de Cuenca a Valencia y Teruel, que en 1886 pasó a ser conocida como la Compañía de los Caminos de Hierro del Este de España. Sin grandes tráficos estables ni enlaces con ninguna línea de peso, «Este» se vio abocada a la bancarrota, siendo anexionada por la compañía «Norte» en 1892. La Compañía de los Caminos de Hierro del Norte de España mantuvo la gestión de la estación hasta la nacionalización de la red de ancho ibérico en 1941 y la creación de RENFE. Desde 2005, tras la extinción de la antigua RENFE, Renfe Operadora explota la línea mientras que Adif es la titular de las infraestructuras.

## Servicios ferroviarios

### Cercanías
La estación forma parte de la línea C-3 de Cercanías Valencia.
| procedencia/destino | < estación | Línea | estación >             | destino/procedencia |
| ------------------- | ---------- | ----- | ---------------------- | ------------------- |
| Valencia-Norte      | Aldaya     |       | Circuito Ricardo Tormo | Utiel               |